# Tlahuapa
Tlahuapa es una localidad del estado mexicano de Guerrero. Es parte del municipio de Alcozauca de Guerrero.

## Toponimia
El nombre «Tlahuapa» proviene de los términos en náhuatl: tlahuaqui, seco; apan, río. Su significado es «río seco».

## Demografía
| Gráfica de evolución demográfica |
|                                  |

| Censo | Población |
| ----- | --------- |
| 1900  | 76        |
| 1910  | 85        |
| 1921  | 195       |
| 1930  | 246       |
| 1940  | 233       |
| 1950  | 304       |
| 1960  | 364       |
| 1970  | 524       |
| 1980  | 638       |
| 1990  | 1 047     |
| 2000  | 1 038     |
| 2010  | 1 292     |
| 2020  | 1 617     |